# Catolaccus crassiceps
Catolaccus crassiceps är en stekelart som först beskrevs av Masi 1911.  Catolaccus crassiceps ingår i släktet Catolaccus och familjen puppglanssteklar. Arten är reproducerande i Sverige. Inga underarter finns listade.